# Ovidiu Maitec
Ovidiu Maitec (n. 13 decembrie 1925, Arad – d. 18 martie 2007, Paris) a fost un sculptor român, profesor universitar și membru titular al Academiei Române.

## Studii
- A absolvit în 1950 Institutul de Arte Plastice „Nicolae Grigorescu” din București
- Între 1950 și 1956 este asistent la Catedra de anatomie artistică a Institutului de Arte Plastice „Nicolae Grigorescu” București.

## Expoziții personale
- 1969 Cercle Gallery - Londra
- 1973 Kettle's Yard Gallery - Cambridge
- 1974 Richard Demarco Gallery - Edinburgh; Bleucoat Gallery - Liverpool; Galeria Orizont București;
- 1977 Alwin Gallery - Londra
- 1983 Institutul Cultural Italian- București
- 1985 Sala Dalles, București
- 1993 La Tour des Cardinaux- Isle-sur-la-Sorgue
- 1996 Galeria Catacomba, București
- 2001 Muzeul Național de Artă al României (cu Sultana Maitec)
- 2004 "Lemn și aur" Galeria Allianz-Țiriac, București  (cu Sultana Maitec)
- 2006 Pictură și Sculptură Casa Academiei Române, București (cu Sultana Maitec)
- 2019 "#Maitec - Lemn Aur Lumina " Muzeul Național de Artă al României (cu Sultana Maitec, Dana si Stephane Maitec)

## Expoziții internaționale- selecție
- 1967 Bienala internațională de Artă de la Anvers
- 1968, 1972, 1980, 1995 Bienala Internațională de Artă de la Veneția
- 1971 Festivalul Internațional de Artă de la Edinburgh; Expoziția Internațională de Sculptură- Muzeul Rodin din Paris
- 1982 Expoziția Internațională de la Bilbao

## Lucrări monumentale de for public
- 1958 „Minerul”- bronz - Anina
- 1967 „Meșterul Manole” - piatră - Pitești
- 1970 „Televiziunea” -  bronz - București
- 1975  Monumentul „Mihai Eminescu” - Cluj și „Coloană și Aripi”- Teatrul Național București
- 1990  Monumentul „Mihai Eminescu” - Oradea

## Lucrări în muzee, galerii și instituții importante
- Muzeul Național de Artă al României, București
- Muzeul Național de Artă Contemporană al României, București
- Muzeul de Artă Modernă din Sydney,
- Baukunst Galerie din Köln
- The TATE Gallery, Londra
- Kettle's Yard Museum Cambridge
- Art Museum Norkoping
- The Lannon Foundation Florida

## Premii și ordine - selecție
- 1959 Premiul Festivalului Tineretului pentru Sculptură, Viena
- 1964 Ordinul Muncii clasa a III-a „pentru merite deosebite în opera de construire a socialismului, cu prilejul celei de a XX-a aniversări a eliberării patriei”[2]
- 1967 Premiul Academiei Române, București
- 1968 Ordinul „Meritul Cultural” clasa a III-a „pentru activitate deosebită în domeniul artelor plastice”[3]
- 1971 Ordinul Meritul Cultural clasa a II-a (1971) „pentru merite deosebite în opera de construire a socialismului, cu prilejul aniversării a 50 de ani de la constituirea Partidului Comunist Român”[4]
- 1974 Marele Premiu al Uniunii Artiștilor Plastici din România
- 1975 Ordinul Meritul Cultural
- 1985 Ordinul „Cavaliere al Merito della Republica Italiana”
- 1992 Cetățean de Onoare al Municipiului Arad
- 2000 Ordinul național „Steaua României” în grad de Ofițer „pentru realizări artistice remarcabile și pentru promovarea culturii, de Ziua Națională a României”[5]
- 2007 Ordinul național „Steaua României” în grad de cavaler

## Despre opera lui Ovidiu Maitec
„Asemeni genialului său predecesor Brâncuși, căruia îi este cel mai puternic urmaș spiritual Ovidiu Maitec regăsește această dublă inspirație, terestră și aeriană, prin care omul veacului 20 reia simbolismul arhaic ce însuflețește marile mituri cosmogonice.
Ceea ce îi apropie pe acesti doi sculptori este dinamica imaginație care, luând în stăpânire masa de materie înzestrată cu forme arhetipale și misterioase, o smulge gravității, ancorând-o totodată în pământ.
Ca în cele 29 de versiuni ale ciclului Păsărilor, realizate de Brâncuși între 1912 și 1940, Maitec înalță obsedanta verticalitate a unor mari embrioni de aripi articulate pe aspre șire dorsale. Aceste grele canaturi par gata să freamăte, gata să-și ia avânt, întocmai ca și aceste capete bine înfipte, ca și aceste plăci sau panouri tensionate spre înalt, într-un zbor care se amorsează perpetuu.
(...)Dar ce fel de simboluri sunt săpate în aripile care se frâng ori se despică? Aripile acestor laconice și rudimentare păsări, mai despovărate decât ale lui Braque, sunt străbătute parcă de invizibile antene și tubulaturi, pătrunse și erodate de goluri, cel mai adesea perfect regulare și a căror circularitate geometrică tranșează brutal pe rugozitatea lemnului.
Sumbrul și bătrânul material, înălțat în zbaterea-i patetică și încremenită, se lasă ciuruit de însemne rotunde, nete și parcă decupate cu un laser. Fără îndoială materia devine mai ușoară, se luminează, interiorizează lumină în loc de a o reflecta pe asuprafețele sale.Însă îndură un soi de pătimire. E o claritate prea logică cea care o arde și o pătrunde. E frământată, parcă, la distanță, bântuită de frumusețe, de o rigoare matematică și rece, de întregul acosmism al tehnicii. În fața acestui salt, terestrul cedează, însă rămâne credincios lui însuși, ocroteste sobrietatea elanului de zbor, față de transparența implacabilă a semnelor calculate. Pământul mitic al lui Maitec se avântă, frânt, în zbor, aripile îi sunt oscioare și frângeri geometrale; se avântă, nesfârșit fragil, în densitatea lui obstinată, îngrămădit-rănită, dar totuși dincolo de atingeri.”
Mircea Eliade
„În 1973 am scris despre Maitec ca despre un sculptor din cea mai profundă tradiție a artei românești, sensibil, alert și plin de miez. Ca și Brâncuși, el simte deîndată necesitățille diverselor materiale; piatra fiind piatră și lemnul fiind lemn.
Opera lui, indiferent de material, izvorăște dintr-o iubire puternică și vie, și deși ne aflăm în plină eră tehnologică sculptorul vrea, de pildă, să arate frumusețea lemnului și dragostea de a crea un obiect cu mâna.
El găsește o formă interesantă și, studiindu-i natura, plăsmuiește cu vigoare imaginativă și cu măiestrie fără margini ceva nou și totuși în ton cu natura ei inițială.”
 Jim Ede
„(...) Maitec este un făuritor de miracole. Căci sculptura înseamnă pentru el meditație manuală, el preface clipele trecătoare în fărâme de eternitate. Imaginea nu e o figură de stil romantică și deșartă: dacă e ca sculptura să supraviețuiască, ea trebuie să însemne mai mult decât lasă să se vadă sculpturile. Dar aceste înțelesuri trebuie să fie purtate de forme. Volumele trebuie să comunice volume, structurile trebuie să fie texte. Maitec ne obligă la o astfel de lectură în profunzime a sculpturilor sale, atinse de bisturiul spiritului. Nu triumfă el în acel echilibru al contrariilor, mai înțelept decât frumusețea simplă și mai cald decât simpla cumpănire, pentru care Hegel a modelat uitata vocabulă „kalistic?” Goluri sau aripi, silabele sale tangibile scrutează o semnificație solemnă care trece dincolo de sensuri, fără ca totuși să le nege vreodată: Măiestrele lui Maitec veghează Spiritul. Lemn plin de căldură, ele sfidează gustul amar al timpului.”
Pierre Rouve
„(...)Pentru mulți, acesta este adevăratul Maitec: un sculptor care transformă plinătatea lemnului într-un năvod de prins lumina și spațiul, într-o rețea transparentă, prin ochiurile căreia materia cea mai compactă devine aer.
(...)Maitec are admirabila prospețime de a-și reformula viziunea și de a-și regândi instrumentarul, rămânând credincios creativității sale adânci și nu unui repertoriu morfologic gata făcut. Virtuozitatea sa devine, din exuberantă și dinamică, o facultate a reculegerii, a simplității superioare, a staticului. E o virtuozitate a tăcerii, a gestului decisiv, a eliminării accesoriului. Exactitatea, aproape mecanică, a unora dintre procedeele sale mai vechi se îmbunătățește spectaculos prin reafirmarea caldei discipline a cioplitului.”
Andrei Pleșu